# Золотистый спар
Золотистый спар, или дорада, или аурата (лат. Sparus aurata) — рыба семейства спаровые. Название рыбы в языках романской группы происходит от золотой полоски, находящейся между глазами (исп. dorado — золотой, золочёный). Обитает в восточной части Атлантического океана и Средиземном море. Крайне редко заходит в Чёрное море. С 1999 года небольшие стаи и единичные особи регулярно встречаются у берегов Крыма (Балаклавская бухта и прилежащее взморье). Молодь держится около берега, взрослые особи предпочитают более глубокие воды, 30 м и даже 150 м в период размножения.

## Описание
Максимальная длина тела 70 см, а масса 17,2 кг. Максимальная продолжительность жизни 11 лет.
Тело овальное, сплющенное с боков туловище с крутым профилем головы, над глазами имеется отчётливый острый выступ. Большие зазубренные чешуйки, голова также покрыта чешуёй. Жаберная крышка без шипов, край предкрышки гладкий. Маленький нижний рот. Челюсти лишь немного выдвигаются вперед, верхняя челюсть несколько длиннее. На обеих челюстях спереди 4—6 крепких зуба, за ними острые, скрюченные зубы, за которыми следуют два ряда жевательных зубов. Сошник и нёбные кости без зубов. Длинный, неразделённый спинной плавник, с 11 колючими и 13—14 мягкими лучами. Анальный плавник с 3 колючими и 11—12 мягкими лучами. Грудной плавник с 1 колючим лучом и 5 мягкими лучами. Окраска серебристо-серая. Плавники с розовым отливом. Хвостовой плавник с тёмной каймой посередине и белыми кончиками. У основания последнего луча спинного плавника маленькое красно-коричневое пятно, исчезающее после смерти.

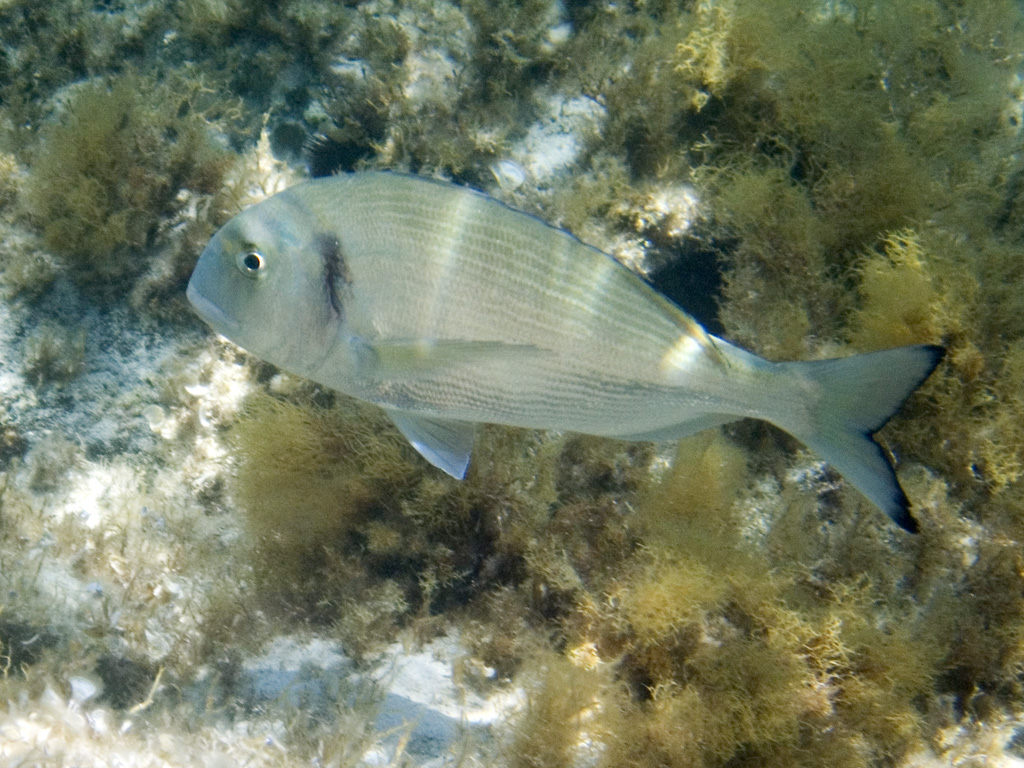
Дорада

## Размножение
Дорада является протандрическим гермафродитом, то есть молодые особи в возрасте 1—2 года (длиной 20—30 см) являются самцами, а более взрослые превращаются в самок. Время нереста дорады с октября по декабрь. Нерест порционный. При длине 5—9 мм у личинок имеется характерная костяная кромка над глазами и колючая жаберная крышка; только при длине около 1,5 см они принимают взрослую форму и перемещаются ближе к побережью.
Фермерским выращиванием дорады занимались ещё древние римляне, строившие для этого специальные бассейны и пруды с морской водой. Искусственное разведение было освоено в Италии в 1981—1982 годах. Начиная с 1988—1989 годов, масштабное разведение дорады получило широкое распространение в Греции (49 % в 2002 году по данным FAO), Турции (15 %), Испании (14 %), Италии (6 %), и в других странах Средиземного моря. Выращивание дорады происходит в лагунах (экстенсивный и полуэкстенсивный методы), бассейнах и плавающих садках (интенсивные методы), причём выращивание в садках экономически более выгодно.
Популярность дорады быстро растёт, что ежегодно увеличивает количество рыбных ферм, выращивающих эту вкуснейшую рыбу. Обычно дорада представлена размерами от 300 до 600 г (достигает через 12—16 месяцев выращивания из молоди массой 5—10 г), однако производители могут предложить и довольно крупную рыбу, массой более 1 кг. Наиболее популярны 2 вида дорады: королевская и серая. У королевской дорады мясо с розоватым оттенком, более нежное на вкус.

## Рацион
Питается в основном рыбой, ракообразными, моллюсками. Может употреблять в пищу также морские водоросли. В условиях аквакультуры взрослых рыб кормят гранулированным кормом.

## Палеонтология
Ископаемый вид Sparus cinctus был обнаружен в неогеновых отложениях Средиземноморского бассейна. Ещё один вымерший вид, Sparus brusinai, найден в Молдове.

## Гастрономия

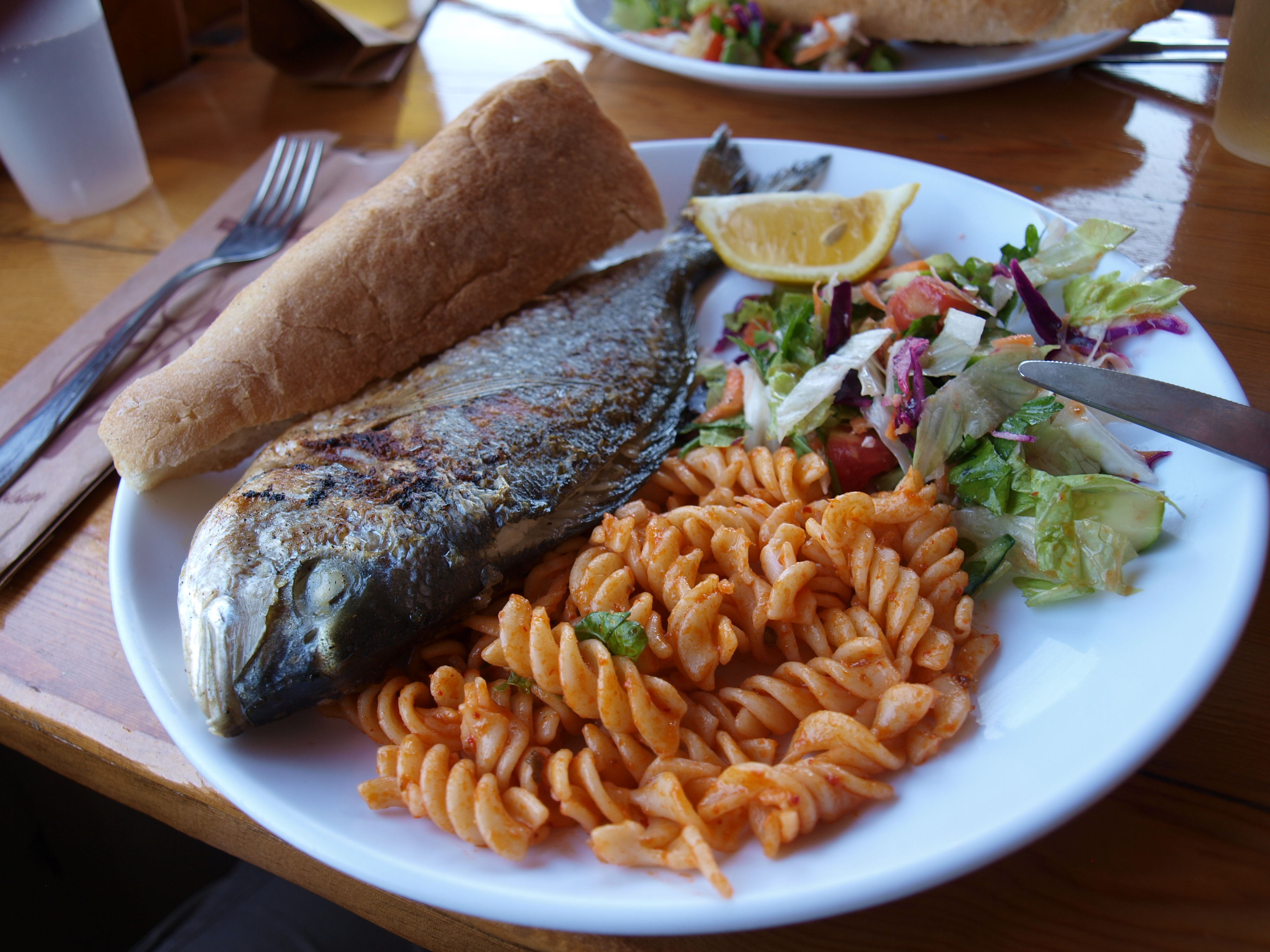
Золотистый спар, поданный с гарниром

Испокон веков употребляется в пищу приморскими народами. Готовить её можно любым способом или даже есть сырой, с любыми гарнирами и почти любыми соусами. Вкус дорады похож на вкус морского волка, иначе называемого лавраком или сибасом. Поэтому во всех рецептах эти рыбы взаимозаменяемы.